# Hazuma Hattori
Hazuma Hattori (* 7. Februar 1995 in Tōkamachi) ist ein japanischer Langstreckenläufer.

## Sportliche Laufbahn
Erste internationale Erfahrungen sammelte Hazuma Hattori bei den Juniorenasienmeisterschaften 2014 in Taipeh, bei denen er in 31:10,60 min die Goldmedaille gewann und sich damit für die Juniorenweltmeisterschaften in Eugene qualifizierte, bei denen er nach 29:12,74 min auf Rang acht einlief. 2019 belegte er bei den Asienmeisterschaften in Doha in 13:47,82 min den vierten Platz im 5000-Meter-Lauf. Er rückte nachträglich auf den Bronzerang vor, nachdem dem ursprünglichen Silbermedaillengewinner Albert Rop die Medaille wegen eines Dopingverstoßes aberkannt worden war.
2018 wurde Hattori japanischer Meister im 5000-Meter-Lauf.

## Persönliche Bestleistungen
- 5000 Meter: 13:29,65 min, 9. Mai 2021 in Tokio
- 10.000 Meter: 28:26,61 min, 9. Oktober 2020 in Tajimi
- Halbmarathon: 1:02:31 h, 16. November 2014 in Ageo